# Vivaldi (navigator web)
Vivaldi este un browser web gratuit și multiplatformă dezvoltat de Vivaldi Technologies, o companie fondată de co-fondatorul Opera Software și fostul CEO Jon Stephenson von Tetzchner și Tatsuki Tomita. Acesta a fost lansat oficial pe 6 aprilie 2016.  
Deși este destinată utilizatorilor generali, acesta este în primul rând direcționat către utilizatorii înclinați din punct de vedere tehnic, precum și foștii utilizatori Opera, nemulțumiți de trecerea sa de la motorul de layout Presto la un browser bazat pe Chromium,care a dus la pierderea multor funcții iconice.   În ciuda faptului că este bazat pe Chromium,Vivaldi își propune să reînvie caracteristicile Operei bazate pe Presto cu propriile sale modificări proprii.  
Din martie 2019, Vivaldi are 1,2 milioane de utilizatori lunari activi. 
Vivaldi a lansat o versiune beta mobilă (Android) pe 6 septembrie 2019. 

## Istoria
Vivaldi a început ca un site web comunitar virtual care a înlocuit My Opera, care a fost închis de Opera Software în Martie 2014.  Jon Stephenson von Tetzchner a fost supărat de această decizie, deoarece a crezut că această comunitate a ajutat să facă browserul web Opera ceea ce a fost.Tetzchner a lansat apoi Comunitatea Vivaldi - o comunitate virtuală axată pe furnizarea utilizatorilor înregistrați de un forum de discuții, un serviciu de bloguri și numeroase alte servicii web practice - pentru a compensa închiderea My Opera. Ulterior, pe 27 ianuarie 2015, Vivaldi Technologies a lansat  prima previzualizare tehnică a browserului web Vivaldi.  Numele său provine de la compozitorul italian Antonio Vivaldi, care, potrivit unuia dintre creatorii săi, este un nume ușor de amintit și înțeles la nivel mondial. 

## Funcții
Vivaldi are o interfață de utilizator minimalistă cu icoane și fonturi de bază și o schemă de culori care se modifică pe baza fundalului și a designului paginii web vizitate.